# 建設費算出・積算に関する用語集
建設費算出・積算に関する用語集。
| 目次 | 目次 | 目次 | 目次 | 目次 | 目次 | 目次 | 目次 | 目次 | 目次 | 目次 |
| ---- | ---- | ---- | ---- | ---- | ---- | ---- | ---- | ---- | ---- | ---- |
| わ   | ら   | や   | ま   | は   |      | な   | た   | さ   | か   | あ   |
|      | り   |      | み   | ひ   |      | に   | ち   | し   | き   | い   |
| を   | る   | ゆ   | む   | ふ   |      | ぬ   | つ   | す   | く   | う   |
|      | れ   |      | め   | へ   |      | ね   | て   | せ   | け   | え   |
| ん   | ろ   | よ   | も   | ほ   |      | の   | と   | そ   | こ   | お   |

## あ
- 当たり単価（あたりたんか） - 単位あたりの商品ひとつあたりもしくは単位あたりのサービスの値段。「〇〇平方メートルあたりの単価」や「●●機××日当たりの単価」など。こうした単価を求めるために、単価表（あたり単価表）を作成する
- アロケーション - 原価の配分のことで、1つの原価項目から1つ以上の他の原価項目への原価の振替。[1]
- 相見積
- ICT活用工事 - ICT（情報通信技術）施工技術をICT建機による施工の他、起工測量、測量設計データ作成、出来形管理等の施工管理、データの納品の各段階において3次元情報処理で全面的に活用する工事。
  - ICT間接費補正 - ICT活用工事においては間接費の補正がなされる。対象は共通仮設費、現場管理費を補正する。
  - ICT建設機械に要する費用 - ICT活用工事においてはICT建設機械経費加算額や保守点検、システム初期費、3次元起工測量・3次元設計データの作成費用などが共通仮設費の技術管理費に計上される。
- 安全費 - 共通仮設費に率計上もしくは加算によって計上される建設工事の安全に関する費用で、安全施設等に要する費用、安全管理等に要する費用の他、工事施工上必要な安全対策等に要する。

## い
- 一般管理費（G&A） - 建設事業を運営するための費用/ソフトコスト。当該業務担当部署以外の経費であって役員報酬、従業員給与手当、退職金、法定福利費、消耗品費、通信運搬費、水道光熱費、地代家賃、減価償却費、租税公課、保険料等の費用で、事務所スペース、事務所スタッフ、運営施設などが含まれる。それらは特定のプロジェクトとは関連付けられていないが、コスト見積もりでプロジェクト間で割り当てられる可能性がある。間接費も参照
- 一般管理費等 - 一般管理費及び付加利益よりなる。当該業務を処理する当該業務おける経費等のうち、業務原価以外の経費
- 一括払い(Lump sum) - 「システム、サブシステム、特定の項目、またはプロジェクト全体のインプレースコストの合計 」 [2]
- 一般要求事項（General requirements） - 実際に成果物の一部となっているプロジェクト実行の一般要求事項（区分1）の費用。例：プロジェクト管理と調整47、一時的な施設と管理、清掃と廃棄物管理、試運転。[3]
- 一括下請負
- 一本拾い(いっぽんびろい) - 木材の計測・計算方法の一つ。設計図書に基づいて樹種,寸法,等級等を考慮しながら大工職が1本ずつ計測・計算すること。
- イニシャルコスト(initial cost) - 建物を建てて使用を開始するまでに要した建物関係の総費用のこと

## う
- 内訳（うちわけ） - 金銭の総額、物品の総量などに対し、全体の内容を項目別に分けること。
- 内訳書[4]（うちわけしょ） - 内訳を記述した書類。
  - 設計内訳書 - 発注工事の工事全体や該当工種を説明した表のことで、その下に単価表、明細書や代価表といった詳細な「内訳」がある。営繕工事（建築工事）の設計書では〇〇工一式〇円のように記載される見積書の鏡や仕様書となっている。
  - 一式内訳書 - この内訳書にも明細書や代価表、あたり単価表と同様、各工種の単価と数量が記載されるが、それらの場合と違い、単位を「一式」であらわした明細表。このため端数処理（まるめ）などの調整は行われず、金額は積み上げた合計金額そのままになる。
  - 内訳書標準書式 - 建築物の積算に必要な費用の内訳明細を示す書式。
  - 本工事内訳書[4]
- 売上原価
- 運搬費(うんぱんひ)
  - 〔仮設〕共通仮設,直接仮設及び専用仮設に関わる運搬の費用で車の台数等で表示する。台数は荷物の積合わせや1日の往復を考慮して決めるが車種は荷姿ばかりでなく周辺道路状況や現場の搬入口の大きさ,向きにより決まる場合が多い。
  - 〔鉄骨〕工場で製作された鉄骨を現場に搬送する費用をさす。鉄骨を搬送する条件としては距離,質量,形状などがあり,質量や形状についても積算の中で常に考慮する必要がある。特に組み立てられた幅や長さなどに注意が必要である。
- 運土計画 - 搬土計画ともよぶが、土量配分に搬土機械の割付けや走路計画を含めたもの。また、ダムなど生じる用土計画。
  - 運土距離 - 運土の配分計算の結果生じる建設機械の稼働距離。切盛工事においては切盛の重心間距離で求めているので、対象土量の平均距離となっているが、直線距離で示されていることが多いので、実運搬距離に補正が必要
- 運土矢線図 - 面土工の土量配分において計算した最適土量配分計画を運土矢線で示した図。現在では一般的に設計図にコンピュータで計算し表すが、通常は運土矢線は直線最短距離を結んでいるだけで、施工性を考慮しておらず、このため実施工においては、実際の運土経路を設定して、再計画する必要がある

## え
- エスカレーション(Escalation) - ある期間における特定の経済における特定の商品またはサービスのコストまたは価格の変化として定義される。見積もりでは、エスカレーションは、建設中に予想されるコストのエスカレーションを考慮した引当金。
- 英国王立勅許鑑定士協会
- 営繕工事積算チェックマニュアル - 国土交通省官庁営繕部及び地方整備局等営繕部が官庁施設の営繕工事積算を実施するための資料として作成した積算チェックマニュアル[5]

## お
- オープンショップ(Open shop) - 雇用や継続的雇用の条件として、労働組合に加入したり財政的に支援したりする必要がない職場。オープンショップは、メリットショップとしても知られている。

## か
- 解析等調査業務費 - 地質調査業務は積算の基本構成：機械ボーリングやサウンディング、室内試験などの一般調査業務と地盤技術解析などのコンサルティング業務のうち、コンサルティング業務に該当する費用。一般調査業務とコンサルティング業務ではそれぞれ計上する技術者や諸経費などが違うが、当該業務で一括発注の場合が多く、そのため各業務費を算出して最後に業務価格を合わせる方式が採用されている
- 概算工事費 - 建設工事実施にあたりコスト管理、予算確認のため算出する工事費[6][7]。基本設計の段階での算出は重要で基本設計の途中でも基本設計をまとめるためにも複数回の算出が望ましく、これは実施設計終了時点での積算の結果、予算がオーバーしたため、設計変更を行うことは容易ではなく円滑な工事発注が難しくなるほか、基本設計からの実施設計での変更内容に基づく概算工事費の補正であれば可能であるからである。[8]
- 仮設（仮設費）
- 価格(Price) - 商品またはサービスと引き換えに、ある当事者が他の当事者に支払う金額または報酬の金額。物の値打ちを金額で表した用語であるが、その商品の価値を貨幣で表したものという意味の言葉。財・サービスの希少性を貨幣で測った指標を表す。用例は「市場価格」「希望小売価格」など。文書などの改まった場面でよく使われるようになっている。英訳では“price”のほか“cost”“value”も充てられている
  - 価格設定(Pricing) - プロジェクトに着手するために考慮して請求される金額を決定する機能。市場や利益の考慮事項などに応じて、価格はコストよりも高い場合も低い場合もある[9]
- 勘定科目表（Chart of accounts, Code of accounts, COA）- お金またはそれに相当するものが消費または受領される各クラスの項目を定義するために事業体が使用する勘定科目の作成済みリスト。これは、利害関係者に事業体の財務的健全性についての理解を深めるために、事業体の財務を整理し、支出、収益、資産および負債を分離するために使用される。
- 仮想設計と建設 （Virtual Design and Construction、VDC） - 明確なサポートを目的として、製品（施設）、作業プロセス、および設計の組織 - 建設 - 運用チームを含む、設計 - 建設プロジェクトの総合的な学際的パフォーマンスモデルの使用。公共のビジネス目標。VDC（BIMは1つの方法）では、モデリングは通常の3つのディメンションに時間ディメンションとコストディメンションを加えたもので構成。
- 価値表 （Schedule of values）- 建設請負業者、建設業者、または契約金額の一部を概説するその他の者によって提供される詳細な説明。作業のさまざまな部分に値を割り当て、進捗支払いの送信および確認の基礎としても使用される。→進捗状況、工程表
- 間接費(Indirect costs) - 原価対象（特定のプロジェクト、施設、機能、または製品など）に対して直接の責任を負わない費用。一般管理費、配布可能も参照。
  - 間接工事費 - 間接工事費は各工事部門の実施に対して共通的に使用されるものに要する費用で、大別すれば共通仮設費と現場管理費に分類される。
- 間接原価 - 当該業務担当部署の部門管理者・事務職員の人件費、当該業務担当部署に係る地代家賃・賃借料・減価償却費・消耗品費・通信運搬費等、当該業務の業務原価のうち直接原価以外のもの
- 活動基準原価計算
- 官庁施設の設計業務等積算基準 - 官庁施設において業務委託料算定の積算における標準的な方法について、国土交通省告示の考え方に基づく必要な事項等を定めた積算基準
- 官庁施設の設計業務等積算要領 - 官庁施設の設計業務等積算基準に基づく設計業務等委託料を積算するために必要な事項を定めている積算要領

## き
- 期間(Duration) - 作業活動または作業を実行するのに必要なクロックまたはカレンダー時間の量。
- 技師
- 競争入札
- 共通費 - 建築工事で共通仮設費、現場管理費、一般管理費等の三つの総称
- 機械損料 → 損料
- 金額（きんがく） - 「当選金額」などとも使われるように、金額は物品の売買などで支払うお金の意味に限らず、具体的な数字で表した金銭の量。英訳では“price”のほか“charge”“fee”“fare”が充てられている
- 既成市街地におけるまちづくり事業化計画策定の手引き - 一般社団法人都市計画コンサルタント協会が発行している既成市街地におけるまちづくり事業化計画策定業務についての手引き書で、同業務の標準報酬額を掲載
- 業務報酬算定要領 - 一般社団法人都市計画コンサルタント協会がおもな都市計画業務の報酬費用の算定法を示している。都市計画策定にともなう基礎調査、環境影響評価、用途地域案策定業務、都市計画区域マスタープラン（整備、開発及び保全の方針）策定、市町村マスタープラン（市町村の都市計画に関する基本的な方針）策定といった各業務についてそれぞれ定めている
- 業務報酬基準（業務報酬算定基準）- 建築士法第25条に基づき、建築主・建築主体らと建築士事務所が契約締結に際し、設計などの業務報酬を算定するための基準。国が告示で報酬の算定の考え方や略算方法等を定めており、建築士法第22条の3の4に基づいて設計・工事監理受託契約を締結する際は、この基準に準拠した委託代金で契約を締結するよう努めなければならない

## く
- 組 - 英語ではCrew（乗組員）。建設活動を実行する人々（ 労働者 ）のグループ。乗組員はまた、作業を実行するのに必要な建設機械を含み得る。
- クルーアワー（ch） - 1 時間のクルー 1人の努力。[10]
- グロス（GROSS） - 積算ぎりぎり受注できるかどうかの消費税や諸経費などを含まず建設工事(商品)そのものの金額。建設業で直接工事費にあたり通常は業者間の見積書のやりとりの際に使われる用語。一般の依頼者への見積もりにはあまり使われていないが、下請け工事を主としている業者の場合、そのような表記がされる。

## け
- 経費（諸経費） - 建設業の工事原価計算における経費とは、材料費、労務費、外注費のいずれの原価要素にも該当しないすべての費用で、内訳は労務費、材料費、機械経費、共通仮設費、現場管理費等の別を指す。このとき労務費は工事のための人件費を指し、共通仮設費は、工事現場の仮設事務所や仮設排水設備など、工事でつくる建物には直接関係しないものの、工事を進めるために必要な経費を指している
- 現場管理費
- 現場監督（または現場非手動） - 工事現場の監督要員およびその他のすべての非手動スタッフ。
- 現場発生品 - 現場から発生した再使用可能な材料品で、現場発生品の運搬費用が生じた場合は積上げ積算し、直接工事費に計上
  - 現場発生品費控除 - 同一現場で発生した資材は、公共工事ならばたいがい物品管理法で規定する処理を行わず再使用することになる。この場合かかる費用分は共通仮設費対象額、現場管理費対象額、一般管理費等対象額から控除。
- 建設（Construction) - 施設、建物、土木事業および記念碑的な作品ならびにインフラなどの、創造、修正、または解体からなるプロセス。
- 建設費 （Construction cost） - 建設プロジェクトを遂行するための総費用。この値には、通常、事前計画、サイトまたは所有権の取得、設計コストは含まれず、起動コストおよび試運転コストも含まれない。この合計または小計は通常、見積レポートでそのように識別される。総推定契約コスト（Total Estimated Contract Cost、TECC）とも呼ばれる。[11]
- 建設資材及び建設資材単価
- 建設機械損料 → 損料
- 建設物価調査会と経済調査会
  - 建設物価 - 一般財団法人建設物価調査会が発行している建設資材など建設業関連の物価資料が掲載されている月刊の定期刊行物。全国の書店で取り扱う雑誌形式のものと、WEB版とがある
- 原価
- 原価計算 - 広告申込情報に適切な費用を適用するプロセス。RSMeansはこれを「数量の値段付け」と呼ぶ。[12] 価格設定とも呼ばれることがある。
  - 標準原価計算
  - 総合原価計算
  - 個別原価計算
  - 実際原価計算
  - 直接原価計算
  - 原価計算基準
- 原価管理
- 原価法
- 原価即価値説
- 原価即事実説
- 減価償却費
- 建築屋さんのための概算見積もり手法の解説 - 一般社団法人日本建設業連合会関西支部が建築工事積算用に解説している見積作成手引き[13]
- 建築コスト管理システム研究所
- 建築積算士 - 積算士も参照
- 建築数量積算基準 - 日本で建築積算における公示価格を作成する上で基本となる数量を算出するための計測・計算方法を定めたもの。
- 建築関係設計業務等委託料算定基準及び同算定要領 - 国や自治体などが建築施設の設計業務などを委託する場合に、予定価格のもととなる業務委託料の積算において標準的な方法を定めたもの
- 現着単価 - 購入土現地渡しや材料等が工場などからの搬出など、運搬費用が伴う場合、見積依頼は現場着材料単価を要求するのを原則とし,通常諸経費を除くものを願う
- 計算数値 - 「m」単位で計測された数値を計算してだされたもので, 延べ長さ(m), 面積(m2), 体積(m3)である
- 計画数量 - 設計図書に表示されていない施工計画に基づいた数量をいい、仮設や土工の数量等がこれに該当する
- 桁等購入費 - 簡易組立式橋梁やプレキャストPC桁のほか、ポンプ、大型遊具（設計製作されたもの）、光ケーブルの購入費など工場生産→現地まで運搬→現地据付される品物の費用。これらの費用は仮設費も購入費に込みこみ。そのため積算時、共通仮設費対象額から控除される

## こ
- 工数 （MH） - ひとりの人間の（労働者、職人、商人など）時間の1時間の努力。注：これを勤務時間、勤務時間、人事時間、または同様の名前に変更して、この性別を中立にしようとする試みもある。
  - 工数の規範(Man-hour norms) - 作業タスクのための標準工数レートのセット、通常の労働条件与えられました。
  - 工数率(Man-hour rate) - 1つの作業単位の実行に費やされる工数。工数率=作業に必要な工数/完了した作業量。例：掘削0.125 mh / cy。工数率は、生産率に作業を実施している乗務員の作業員数を掛けたものに関係する。例：2人の乗組員による8 cy / day（8時間の日）の掘削= 2 x 8/8 = 2 man-hours / cy。生産率も参照。注：この生産性を不必要な混乱と呼ぶ人もいる。
- コスト - 製品またはサービスを入手するため、労働力を費やすため、および機器やツールを使用するため、あるいは事業を運営するために必要とされる通貨の価値。
  - コスト指数（またはコスト係数） - コストを調整するために使用される値。[14] 年、四半期、または月ごとにリストされたさまざまな公開済みのコストインデックスがある。RSMeansは過去のコスト指数を公表している。[15]
- コード - 設計書に添付されている代価表・単価表には摘要欄にMMJ〇〇〇〇〇〇〇などと、歩掛や単価、損料のコードが細かく付されている。土木積算システムの中にはこのコードを入力することで積算できるシステムとなっているため。設計書の施工内訳表等の中に、諸雑費や全体割増が記載されていることがあるので採用状況の確認ができる。例えば「＃0〇〇〇」であれば諸雑費率を計上しているなど、諸雑費や全体割増の計上に関しても、コードで判断が可能となっている
- コンティンジェンシー （Contingency ）- プロジェクト、製品、その他の品目、または投資のコストを見積もるとき、見積もりに含まれるすべての品目の正確な内容、作業の実行方法、プロジェクトの実行時の作業条件については常に不確実性がある。等々。これらの不確実性はプロジェクトにとってのリスク。推定者がリスクを認識しており、過去の経験に基づいて推定コストを推定できるため、これらのリスクを「既知の未知数」と呼ぶ人もいる。既知の未知数の推定コストは、コスト推定子によってコスト分割性と呼ばれる。
- 広告申込情報 - 見積スプレッドシートに記載されている見積のコストの1つの要素。
- 交通費 - 旅費も参照
- コンクリート工
- 公共工事の品質確保の促進に関する法律
- 公共工事設計労務単価 → 設計労務単価
- 公共事業労務費調査 - 公共事業従事者の賃金実態を調査し、農林水産省及び国土交通省が公共工事の発注の際に工事費の積算に使用する「公共工事設計労務単価」の設定の基礎資料等を得るための調査[16]
- 公共測量積算ハンドブック- 公益財団法人 日本測量調査技術協会が発行している、設計業務等標準積算基準書にある測量業務積算基準、及び同標準歩掛りから協会独自の歩掛りを設定し掲載している積算ハンドブック。航空レーザ測量など、協会が実例を研究して実務レベルの歩掛りを独自設定した解説書も掲載している
- コンサルタント等契約における見積書作成ガイドライン - JICA独立行政法人国際協力機構 調達部 のコンサルタント等契約業務に応募する際JICA の業務価格に関する積算基準を十分に理解し、適切な見積書をより円滑に作成する一助となるよう設けたガイドライン[17]
- 工事費積算要領 - 内容、算定方法並びに算定の根拠とする資料等で工事費の積算に一般的に共通するものを定めたもので工事積算の基本となる工事費の構成及び費目の内容の他、全体工事費のうちの間接工事費（共通仮設費・現場管理費）及び一般管理費等の算定について規定している基準。国土交通省の土木請負工事工事費積算要領のほか文部科学省文教施設工事積算要領、補助事業等土木請負工事工事費積算要領、防衛施設設備積算要領（防衛省）などがある
- 工事費内訳書 - 条件付き一般競争入札や通常型指名競争入札、見積合わせ（随意契約を除く、設計金額100万円以上予定価格250万円以下の入札）に参加する場合に作成する工事費（入札金額）の内容を表記載した内訳書。
  - 工事費内訳明細書 - 上記内訳書の工種に対応する明細（単価表）で、調査基準価格を下回る入札となった場合に低入札価格調査報告書の一部として提出する場合がある
  - 工事費積算書 - 上記の工事費算定に際し、低入札価格調査時に求められる場合や談合情報が寄せられた場合等に提出が求められる場合がある
- 工事費概算書 - 建築工事費の概算の求め方の一つで、目的物の形状, 面積, 仕様等を基に統計的に処理された概算の実績工事金額、数値などを用いて算出する。旧建設省告示1206号では工事予算の設定を始めとした実施設計成果図書の中で、設計の進行に応じた概算業務として工事費概算書の作成を定めている。そしてこの運用を定めた局長通達では、工事発注者などを対象とした工事費内訳書の作成は別途の追加業務であると位置づけている。従って通常の設計業務範囲の中で行うこの工事費概算書は統計値等を用いたいわゆる「概算」であり、明細積算による工事費内訳書の作成とは異なる旨が明確にされている。
- 鋼橋・門扉等工場原価 - 鋼橋や門扉の工場での製作原価。鋼橋門扉は制作に多くの手間がかかり工場製作で相応の管理費を要する。そのため、当該原価は共通仮設費と現場管理費対象とならず、一般管理費等対象額のみ対象。発注者によっては、同等の手間がかかる製作品をこの原価に指定している場合もある（例えばデザインポール[18]など）

## さ
- 在場日数 → 存置日数
- 作業 (Work) -（1）は、成果物を作成するため、またはタスクを達成するために適用される作業の量。（2）建設プロジェクトを完了するために必要または供給されるすべての作業。
  - 作業分解構造 （Work breakdown structure、WBS） - プロジェクトを成果物指向の小さなコンポーネントに分解したもの。プロジェクトの作業範囲全体を整理し定義するのに役立つように、プロジェクトの個別の作業要素を定義およびグループ化する。
- 債券（ボンド） - 通常、パフォーマンス債券を指す。これは、請負業者によるプロジェクトの完了を十分保証するために保険会社または銀行によって発行された保証債。入札保証や材料保証などの他の種類の保証も、プロジェクト所有者から要求されることがある。
- サプライヤ (Supplier) - 材料、部品、機器などを供給する配給業者またはその他の会社。
- 再頒布可能品(Distributables) - 特定の直接勘定に関連付けられていないプロジェクト費用の分類。[19]
- 材料費
- 材エ共(ざいこうとも) - 単価#複合単価参照。材工一式ともよばれ、東京都下水道局発注工事では部分的に使用する単価表が複数存在する。
- サーベイヤー
- 査定率 - 各種単価・見積においての過剰利益見積・吹っ掛け防止等を目的に定めている目減り率で、単価はそれを乗じて積算算出に採用している。設計側は積算基準に掲載されている率、工事発注者などで決めた定率で主に刊行物記載単価と定価の比率など。工事側は自社で率を定めているなど。主に建築工事で採用されるが、土木工事設計積算でも適用されることもある[20]
- 最頻度価格採用方式 - 基準書や通達などでは見積依頼は発注者が文書をもって製作等当該会社3-5社以上から行うこととしている。数社からの見積書での価格決定の際、依頼内容との合致や信頼性などを精査したのち, もっとも適切と思われる価格のものを採用するため, 数社比較で大幅に価格が異なる者からの見積り価格を除外して単価決定をおこなう方式。
- 最低価格採用方式 - 数社からの見積書での価格決定の際、規格などが異なるだけの同質の材料を多種見積りした場合には、総合価格が最低の見積書の各単価を採用する方式
- 最低制限価格 - 落札の下限に当たる価格。 該当案件に対して必要な経費などを発注者が勘案した額で、これを下回ると失格となる。建設工事などは以前から定めていたが、設計等業務では定めていない場合があり、このためITゼネコンなどにあるとおり1989年（平成元年）の富士通1円入札というケースが生じてしまっていた
- 参考見積書 - 官庁が業務の予算書作成（積算）及び予算要求するときなどに予算を獲得するための資料、積算の根拠資料として必要とする見積書。契約を締結するという前提ではなく、本来、契約を前提としていない。「参考見積書」は会計法令で添付を義務付けている条文はなく、もし組織の中で明確な内部規則がなければ「慣習」と判断できるが、官公庁における契約手続きは適正な会計手続き、明確なルールに基づいて処理しないと、対外的な説明が困難になる。
- 参考歩掛- 当該の協会や公共機関が新たな業務や工法などが生じた際に参考に発表する歩掛。こうした歩掛は、工種毎に必要な技術者の人日数等を積み上げて作成したものであったりするが、十分な実態調査により検証したものではないので、こうした歩掛に依りがたい場合は、別途見積り積算の結果等を踏まえて決定する必要がある

## し
- 下請け業者(Subcontractor) - 他人の契約の義務の一部または全部を履行するために契約に署名し遂行する個人または多くの場合企業。
- 施設（Facility） - インスタレーション、工夫、または何かを促進するその他のもの。何かをする場所。建物、植物、道路、貯水池など
- 仕様 (Specification) - 材料、製品、またはサービスが満たすべき一連の明示的な要件。
- 消耗品 （Consumables） - 1913年版のWebster's Dictionaryによれば、消費可能な商品。それは破壊されるか、消費されるか、浪費されるか、または使われるかもしれない（消耗品、非耐久財、または柔らかい商品としても知られている）。構成上、これらは、溶接棒、ファスナー、テープ、接着剤などのような材料を含み得る。
- 品質(Quality) - 高度の卓越性（「高品質の製品」）、またはある程度の卓越性または欠如（「平均的な品質の仕事」）を意味する。
- 時間外労働(Overtime) - 誰かが通常の労働時間を超えて働く時間。
- 手段と方法(Means & methods) - 作業の実行に使用される手段と方法。
- 諸経費(Overhead ) - 事業で諸経費とは、事業を運営するための継続的な経費のこと。それは「営業経費」としても知られている。管理費#現場管理費、一般管理費、間接費も参照。
  - 諸経費計算書[4]  - 現場管理費、一般管理費等など間接費を計算した際の計算書。公共事業の業務・工事等では、こうした間接費用は当該費用に該当する料率を乗じて費用を算出しているため、計算用書式が必要となる
- 諸雑費 - 当該業務や施工工事で必要となる雑材料、小器材の費用などをいう。こうした費用について、積算の繁雑さを避けるため、当該費用に料率を乗じて算出（率計上という）するとともに、単価表作成にあたっての端数処理を兼ねたものであること、つまり必要な労務、機械損料及び材料等でその金額が全体の費用に比べて著しく小さい場合は、積算の合理化及び端数処理（「まるめ」と表現する場合もある）、諸雑費（率+まるめ）を兼ねて一括計上している。
- システックインターナショナル (建設)
- 新土木工事積算大系 - 国土交通省で河川、海岸、砂防、ダム、道路、公園、下水道の土木事業分野において従来の積算体系について合理的・機動的かつ統一性・一貫性のある体系への見直しを行い、新しい積算の枠組みを1991(平成3)年から現在まで工事工種の体系化を実施し直轄で発注される工事においてその使用を原則としている
  - 新土木工事積算大系の解説[21]
  - 新土木工事積算大系における工事工種体系ツリー[22]
  - 新土木工事積算大系用語定義集[23]
- 種別
- 人件費 - 人件費の一部に労務費があるが人件費は労務費のほかにも販売費や一般管理費が含まれておりそれら3つを併せて人件費である。労務費は建設業務の場合直接的に調査計画設計や施工・工事、維持管理業務をしている人にかかる人件費を指し、その他営業などにかかる人件費は販売費とされ、総務や経理部門など会社の管理などに関わってくる人件費は一般管理費に含まれるとして分類されているため、一般的に人件費とはこの3つを表す言葉。
- 宿泊 - 生活の拠点とする場所とは別の場所で夜間を過ごすことであるが、追い出されて野宿することではなく、一般的には建物の中で夜を過ごす・泊まることが該当する。宿泊が意味する泊まる場所とは、ホテルや旅館、友人宅や親戚宅など。睡眠がともなうお泊まり、寝起きする意味が含まれているので、徹夜で夜通し過ごすなどのケースは、寝て起きてをしていないためこの語の意味に該当しない。
- 宿泊費 - 宿泊に必要となる費用
- 取得原価
  - 取得原価主義
- 市場単価方式 - 歩掛を使用せず、材料費、労務費、機械経費を含む施工単位当たりの市場での取引価格を積算に利用する方法である。ある施工単位で元請業者から下請業者に外注される工事価格、元請・下請間の取引価格に相当する。いずれの方式も積算にかかる時間と労力を削減できるが、まだ適用できる工種は限られており、今後、工事単価や取引価格が適切に求められることが必要
- 資材単価 - 資材の単位数量当たりの価格のこと
- 所要数量 - 設計数量に,定尺寸法による切り無駄および施工上のやむを得ない損耗などを含む数量をいい, 鉄筋・鉄骨・木材などがこれに該当する
- 支給品、支給材料 - 発注者より支給される品・材料。運搬費用が伴えば積上げ積算し、直接工事費に計上される
  - 支給品分の控除 - 発注者より支給される支給品・支給材料を考慮して予算書を組む際は、当該支給材料単価は当然0円。ただし、その支給品を管理する費用は発生する。このため共通仮設費対象額、現場管理費対象額に当該材料単価をいちいち加算することになる。加算する額は当該支給材料単価の価格であるが、支給されるものによっては加算条件がそれぞれで、橋梁桁などは現場管理費対象額のみ、別途設計製作品はすべての対象額から控除などとなる
- 支給電力分の控除 - 電力が発注者から支給される場合は上記支給品と同じ扱いであるが、ダム工事の場合はすべての対象額から控除
- 処分費等 - 残土処分費、剪定枝処分費、投棄料など専門業者で引き取ってもらって処分するときの費用。このほか上下水道料金や有料道路利用料も、処分費等として扱われる。ただし、共通仮設費対象額を算出してみて、対象額の3％を処分費等が超える場合、もしくは処分費等が3千万円を超える場合には、それら「超えた分」は経費の対象とならない。対象経費は共通仮設費、現場管理費、一般管理費等で各対象額からの控除となる

## す
- 数量(Quantify) - 建設積算では必要所量を等級または数として表した所産。例として1200 mm,10 等。細目別内訳書に計上する数量はいろいろな意味を持っているが, 表示の扱われ方によって計画数量、設計数量、所要数量などに分類される
  - 数量算出- 建設契約や積算に使用する数量を算出することで、各種の基準事項と通達などにより算出方法や数値基準等が定められている。数量算出にはおおまかにわけて、必要材料部材など、拾いとよばれる数量を数えることや長さなど計測をして算出する手法と、面積や土量や材料の体積の量など数量計算がともなうものがある。土木工事数量算出要領を参照
- 末口
- 数量表示 - 積算された数量を内訳書の細目数量としてまとめるときのかき方
- 数量集計表 - 設計数量の集計を行なう際に、まとめておく集計表で積算資料の一つ
- 数量計算書[4] - 数量算出した際の算出根拠・数量算出計算手法をまとめたもので積算資料（積算根拠書）の一つ。発注者の予定価格算出の際の積算根拠資料として作成する他、共通仕様書などで設計委託業務で成果品などとして、また請負工事で工事変更や精算などの際とりまとめ提出することとなっている。
  - 横書き計算書 - 一般に使用されている数量計算書、積算書書式の一つ。上部に左端から部分名称,仕上名, 計算式, 計及び単位を予め記載しておき, その下の欄に各部分の仕上ごとの計算式を記入する方式。この方式は計算式が増えても行を変えればよく, 計欄を右端に固定できるので見やすく,集計の段階で見落とすこともないので便利である。内部, 外部仕上の計測計算に適している。
  - 縦書き計算書 - 日本建築積算協会の14号用紙など、建築工事積算書書式の一つ。上部に左から床,壁, 天井, その他の部分名称を予め記載しておき, その下の欄に仕上ごとの計算式を記入, 仕上項目が複数にわたるときは行を変えて記入する。この方式は計算式の多寡により計を所定の欄関に記入できないため, 集計時に時折見落とす欠点がある一方、計算項目が少ない内部仕上の計測計算に適している。
- スクラップ控除→発生材売却費控除

## せ
- 設計書鏡 - 設計書（予算書）の表紙・鏡文にあたる文書
- 設計数量 - 数量で割増しを含まない正味の数量をいい、設計図書に表示されている個数や設計寸法から算出した大部分の施工数量がこれに該当する
- 設計数量表（Bill of Quantities、BOQ）- 材料、部品、労働（およびそのコスト）が箇条書きされた建設業界では入札に使用する文書。それはまた（理想的には）建設または修理契約の契約条件を詳述。請負業者が入札している仕事に値を付けることを可能にするためにすべての仕事を箇条書きにする。
- 設計変更 - 精算もふくみ公共事業の業務や請負工事などの業務について契約変更すること
- 設計図書
  - (建築工事)建築士法では「設計図書」とは、建築物の建第工事実施のために必要な図面(原寸図その他これに類するものを除く)と仕様書をいい、「設計」とはその者の責任において設計図書を作成することをいう、とされている。したがい、設計者とは、その者の責任において、設計図書を作成したものをいう
  - (公共工事)公共建設工事の契約書類の一部を構成する書類で、図面、仕様書、現場?明書、現場説明に対する質問回答書がふくまれる。建設工事の契約書類は、契約書部分と第1条から55条までの条項部分の約款とこの設計図書よりなる。契約書類は、中央建設審議会によって公共工事等の請負契約関係を律するものとして制定された公共工事標準契約約款が用いられる。この標準約款は、1950年に建設業法の制定とともに、決定、勧告され、以後数次の改訂が行われている
- 設計労務単価 - 労務単価は請負工事費の算定に必要となる職種ごとの労務単価のこと。建設労働者は一般に建設資材のように広域的に移動せず、地域間で賃金水準差があることから、地域的にきめ細かな調査が必要である。また、同じ職種でも年齢、経験、能力等によって賃金差が存在するため、大規模な賃金調査が必要である。このため、関係省庁が共同して調査(公共工事労務調査)を実施している。調査は年1回を基本とするが、急激な単価変動が生じた場合は年2回の調査を実施している。2007 (平成19)年度は普通作業員、鉄筋工、とび工など51職種(都道府県別)について、12,241件の有効工事件数、123,815人の有効標本数で調査されている
- 設計業務委託等技術者単価- 国土交通省などが発注する設計業務等についての技術者（主任技師、技師、技師捕、技術員など）の単価。毎年調査設計業務等技術者給与等実態調査に基づき、国土交通省が発注する公共工事の設計業務委託等の積算に用いるため、技術者単価（基準日額）を決定し公表される
- 設計業務等標準積算基準書および同（参考資料）- 国土交通省などが発注する設計業務等についての予定価格算出に際し積算基準として使用する基準書。冊子は青色をしているので青本という通称で呼ばれている。積算基準・標準歩掛りとその参考資料が掲載。測量業務（第１編）、地質調査業務（第２編 ）、設計業務等（第３編）、調査・計画業務（第４編）の調査や建設コンサルティング業務４業務について定めている
- 専用仮設 - 建築工事において、建築工事科目単独で使用する仮設。その科目の工事だけに使用される仮設なので、他の科目工事とは共用しない。土工・地業での支保工や足場鉄骨、コンクリート工でのコンクリート打設足場、鉄筋工事での鉄筋足場、型枠工事での型枠構台、鉄骨工事での鉄骨足場などが該当する。数量の算出方法は、公共建築数量積算基準では直接仮設の場合は仮設物の計測・計算で割り出すが、専用仮設等では各工事での区分を、細かい積み上げ計算ではなく建築面積で割り出すなどと定めている。
- ゼネコン（General contractor ）は、建設現場の日々の監視、仕入先と取引の管理、および建築プロジェクトの過程を通して関係者への情報の伝達を担当する。
- 成果（Deliverable ） - 顧客（内部または外部）に配信されることが意図されているプロジェクトの結果として生成有形又は無形のオブジェクトを記述するために、プロジェクト管理に使用される用語。
- 生産率 (Production rate) - 1単位時間内に完了する作業量。[24] 生産率=完了作業量/期間 例：掘削8 cy / day = .5 cy / hour（8時間で）。RSMeansはこれをDaily Outputとしてリストする。[25] 工数率も参照。注：生産率または工数率に生産性という用語を使用するソースもあるが、これは不必要な混乱。
- 製造原価
- 生産性(Productivity) - 同じ作業に対して2つの異なる条件のセットが与えられた場合に、あるレートを別のレートに関連付ける用語。基準生産率よりも大きい生産率は、より高い生産性を示す。基準生産率よりも低い生産率は、生産性が低いことを示す。工数率が基準工数率よりも大きいことは生産性が低いことを意味する。基準工数より少ない工数は生産性が高いことを意味する。（生産性の経済的概念は生産効率の平均的な尺度。生産性とは、生産に必要な量（投入量）に対する生産量の割合。）
  - 生産性係数(Productivity factor) - 選択された生産率と基準生産率の比率。例：選択率= 102、参照率= 80、生産性係数= 102/80 = 1.28。あるいは - 選択された工数率に対する参照工数率の比率。例：選択率= 0.104、参照率= 0.125、生産性係数= 0.125 / 0.104 = 1.20。生産性係数は、特定のプロジェクト、場所、または労働条件のセットに対して、標準または標準（標準）生産または工数率を調整するためによく使用される（労働生産性係数を参照）。[26] 例：特定のタイプの発掘 - 標準= 150 cy / day。特定のプロジェクト、場所、または条件に対して、生産性係数は0.80。その結果得られる生産率は150 x 0.8 = 120 cy / day。プロジェクトまたは生産率のサブセット（または工数率）の実際の生産性係数は、推定生産率に対する実際の生産率の比率。
- 設備 - （1）費用を体系化し集計するための費用の分類（2）プロジェクト作業の実行に使用される建設設備、建設機械 （3）ポンプまたはタンクなどの工学設備。
- 正常賃料
- 線土工 - 道路・鉄道・堤防工事で生じる線状の土工
- 施工パッケージ - 歩掛が各機械・労務・材料の規格名とその数量又は人工で表現するものである一方、施工パッケージは東京〇区を基準とする標準単価（○○円／単位数量）とそれを構成する機械・労務・材料の各構成比率及び代表規格名で表現している
- 積算
- 積算士（数量サーベイヤー）（Quantity surveyor、QS）- 建設業界で、建築コストに関係する、イギリスやその他の分野で働く専門家。QSは標準的な測定方法を使用して部品表を作成する。
- 積算価格
- 積算基準
- 積算基準データ - 施工歩掛等積算システム各種が理解できるように積算基準書等をデータ化したもの
- 積算システム - 工事発注の契約図書・予定価格等を算出する処理機能を有するもの
- 積算システムセンター - 当時の旧建設省から国土交通省及び、地方公共団体の積算業務支援を目的として昭和60年に設立された財団。積算システム構築が主な業務
- 積算コンサルタントまたは積算事務所
- 積算マニュアル
- 積算資料

1. 一般財団法人経済調査会が発行している建設資材など建設業関連の物価資料が掲載されている月刊の定期刊行物。全国の書店で取り扱う雑誌形式のものと、WEB版とがある
2. 当該業務の積算をどのようにしたかを記録した根拠資料。発注者が当該業務を発注するために作成した予定価格と予算書の算出根拠資料

- 積算根拠書[4] → 積算資料の 2
- 施工単価表（せこうたんかひょう） - とある施工作業の単位作業あたりの金額・施工単価（せこうたんか）を求めるために使用される単価表。2次単価表以下。施工単価のうち標準単価というのは、標準歩掛を用いて標準的な諸条件によって組まれた施工単価表から導き出されている[27]
- 設計書 - 公共土木工事で発注者が設計図書に基づいて請負工事の予定価格の算出根拠として工事費を積算した資料。事業費総括表、設計内訳書、一式内訳書、単価表等から構成されている。場合によっては作業能力計算等の積算に必要な事項の算定書、数量計算書、などが添付される。これに鏡と呼ばれる表紙にあたるものを最初に添付し、積算結果（予定価格算出成果）として金額が入れて綴じたものを発注業務の「予算書」とする。一方で特記仕様書ほか仕様書、現場説明事項書、見積算出参考資料、設計図などを添え、金額を入れないものを「設計図書」（「金抜き設計書」と呼ばれる）として、入札予定者に公開配布する。
- 全損 - 損料率が1のもの。つまり仮設に使われる機材の費用が使いまわせず、材料費用がすべて計上される。

## そ
- 造成
- ソフトコスト
- 総括原価方式
- 総価契約単価合意方式 - 請負代金額の変更があった場合の金額の算定や部分払金額の算定を行うための単価などを前もって協議し、合意しておく契約方式。受注者の適正な利潤を確保することを目的とし、契約変更や部分払に伴う協議の円滑化が図ることができる。従来は細別ごとに合意を行う「単価個別合意方式」と、予定価格に落札率を乗じて合意単価・コンセンサスコストとする「単価包括合意方式」であったが「単価包括合意方式」は変更時に落札率が変わるたびに全ての合意単価が変更されていたため、変更時に単価が変更された細別及び新規追加された細別のみを新たに合意する「包括的単価個別合意方式」に見直している。
- 存置日数 - 足場や機械など仮設機材を工事現場に設置している期間。在場日数とも。
- 損料 - 一般的な意味では、器物などを借りた場合の借り賃全般とされているが、建築業界の積算では請負事業者が自社で購入した機材や機械の償却費、維持修理費、管理費等を含んだ一日当たりの純粋な消耗費用。建設業者が所有する機材・建設機械などの償却費・維持修理費・管理費などを指す。これらのライフサイクルコストを1時間当たりまたは1日当たりの金額で表示した経費のことで、仮設材（足場、トイレなど）、重機など、さまざまなもので適用され、工事代金に反映される。施工に要する標準的な機械経費算出のために設定されている損料を機械損料と呼ぶ。
- 損料率（損率） - 仮設材として使用する所有材料の消耗費率。仮設につかった材料の値段・単価に損率を乗ずることで、積算費用を算出。各種工事で該当する使用機材について、基準書などその損率を定めている（例：工事用仮設電力設備での機材→）
- 測量業務等積算資料- 国土地理院が刊行している、公共測量業務等の予定価格算出に際し使用される積算資料
- 測量業務用消耗品単価- 測量業務の積算で使用される消耗品単価。実際の取引価格が掲載されている定期刊行物に掲載されていない材料、主要消耗品については、国土地理院が独自の調査、市場取引価格の実態調査を実施し、その結果を基に定めている
- 測量機械等損料算定表- 測量業務の積算で使用される機械損料を掲載した一覧表。

## た
- タスク(Task) - 実行された明確な作業。
- 滞在 - 自宅から離れた場所にいき、そこでしばらくの間過ごすこと。場所に関しては自宅以外の場所であるが、過ごす期間や日数と時間、とどまる理由、どこにとどまるのかに関しての使い分け区分はなされておらず、理由も保養のためや仕事のためなど、さまざまなケースの場合に使用される。
- 滞在費、滞在日額旅費 - 積算で宿泊料を国土交通省所管旅費取扱規則及び国土交通省日額旅費支給規則による場合、宿泊し翌日から目的地を出発する日の前日までの日数について計上される費用。観測施設や設備点検業務などのように施設・設備の場所が方々に散らばる業務の場合では、実際には宿泊ではなく当該地への通って業務遂行していても、旅費交通費が宿泊と滞在日額の組み合わせのほうが安価になると、宿泊滞在で計上することがある
- 代金（だいきん） - お代。価格や値段のように物の価値ではなく、物を得たりサービスを受ける「代わり」に支払う金銭という意味に重点が置かれ、また、かたちがあるものに対して使われる。英訳では“price”“payment”や“cost”など
- 代価（だいか） - 一般には品物・商品の値段。ただし代金のように物を得たりサービスを受ける対価のほか、あることを達成するために生じた犠牲や損害という意味も含む。
- 代価表（だいかひょう）、代価明細表（だいかめいさいひょう） - 当該工種の代価内訳・明細が記載された表。××が〇ｍ/単価/金額、△△が〇m/単価/金額、の合計額が工種の金額になる。内訳書（設計内訳書）の単価の明細説明に用いられる表が一位代価表。下位にいくほど二位代価表、三位代価表・・・と表現している。自治体によっては一位代価表を明細書、二位以下を代価表と呼ぶところもある。東京都は代価明細表としてS代価・V代価・SP代価、などと分類している。うちV代価表は組み合せ工種や見積歩掛発注する際に、積算基準にない工種で積算するときに用いられる。各自治体が発注する際に使用する積算システム・ソフトウェアに依存した名称[4]
- 単価（たんか） - 商品ひとつあたりもしくはあるサービス1回あたりの値段[28]。物と事（サービス、役務）両方に使用。消費税を含む場合「税込み単価」含まない場合は「税抜き単価」と呼ぶ。積算では工事や委託業務に必要な「機械」「労務」「材料」各々の費用・金額を表している
  - ユニット･コスト (Unit cost) - 完了した作業活動の1測定単位のコスト。
- 単価表（たんかひょう）

1. 業務（工事や委託業務）の積算に用いる設計材料単価及び設計労務単価を表にまとめたもの。公共事業の場合は発注者が公表していてウェブサイトなどで閲覧することができる。
2. 代価表同様、工種を基準数量(10ｍや100mなど)で施工するのに必要な労務費、機械運転経費、材料代等で構成されており、合計金額を基準数量で割り戻した金額を表した表。労務費なら一般世話役や普通作業員〇〇円/人日と、機械運転経費なら基準時間数量(1日や1時間)あたりの労務費、機械損料もしくは賃料、燃料代等と諸雑費で構成されている

- 下位単価表 - メインの単価表・一位代価表の中で使用される単価が単価表から導かれている場合、その単価表。国土交通省では代価表を単価表（あたり単価表）としている。1995年の新土木積算システム移行時から単価表を上位から下位にむけて1次単価表、2次単価表、3次単価表・・・と表している。2次以下の単価表は、直上位単価表で使用される単価の根拠。基準数量あたりの単価が明確に示される。予算書（金入り設計書）に添付される単価表は、上から順に第1号、第2号・・・と番号が付与されている。

- 宅地造成にかかる費用と積算
- 脱漏（だつろう） - あるべきものが漏れ落ちることの意味であるが、積算ではチェックの見落としなどの意味で使用される言葉。入札時積算数量書活用方式の導入を受けて、受注者に向けて「脱漏を発見したときは、直ちに確認」を実施要領などで定めている。

## ち
- 地質調査費（ちしつちょうさひ） - 地質調査業務にかかる費用で、地質調査業務の積算つまり地盤調査費用の算出方法は国土交通省「設計業務等標準積算基準書」(設計業務等標準積算基準書および同参考資料）の第2編 地質調査業務の「第1章地質調査積算基準」がある。「同参考資料」は解説書的なものとしてあり「第3編 地質調査業務」が設けられている。「同参考資料 第3編 地質調査業務」では直接調査費：せん断試験など各種の室内土質試験費の単価は市販の「積算資料」「建設物価」に掲載されているものによることが謳われているほか、市場単価が設定されているものが多いので、条件や補正などを適切に設定し採用する必要がある
- 地質調査業務（ちしつちょうさぎょうむ） - 基本構成は一般調査業務（地質調査費）とコンサルティング業務（解析等調査費）で構成されている。国土交通省「設計業務等標準積算基準書」の地質調査積算基準や一般社団法人 全国地質調査業協会連合会 地質調査業務発注ガイド－適切な地質調査業務を実施するために－では、調査業務価格には、一般調査業務費と、解析等調査業務費があり、一般調査業務費＝直接調査費＋間接調査費＋諸経費であり、諸経費は直接調査費＋間接調査費に対する率で算出されることが定められている
- 地区開発、地区整備、団地計画設計業務及び報酬規準 - 一般社団法人都市計画コンサルタント協会が発行。地区開発、地区整備、団地計画設計業務における報酬の取決め方式・実費定額加算方式や特殊な条件による修正・標準日額など報酬規準を掲載している
- 賃金率 (Wage rate)- 人が仕事を達成するために合意した1時間あたりの金銭的報酬。これは、フリンジベネフィットやその他の労働負担を除いて、労働者に支給される給与。労働組合は通常、労働者の賃金率と、周辺給付の率を定義する協定を交渉している。
- 直接費（Direct costs) - 原価対象に直接起因する費用。建設では、材料費、人件費、設備費など、および原価対象に直接関係するすべての作業費用は直接費。
- 直接人件費 - 当該業務の業務処理に従事する技術者の人件費
- 直接経費 - 旅費交通費、電子成果品作成費、特許使用料、外部委託費、印刷費、通信運搬費等、当該業務の業務処理に直接必要な経費
- 賃料 - リース会社やレンタル会社から機械をレンタルした際に発生する料金で、公共工事の積算では積算で使用する費用が定められている。なお、損料は工事・業務の受注者（下請け、外注）自身が自社所有する建設機材等の使用賃つまり消耗費。他社所有のものを借りる場合の費用が、賃料。

## つ
- ツール (Tool) - 特にアイテムがプロセスで消費されていない場合、目標を達成するために使用できる任意の物理的アイテム。

## て
- テイクオフ（離陸、Take off） - 設計パッケージをレビューして理解し、プロジェクトの範囲図と文書を使用して、範囲を測定数量の明細に細分化するプロセス。RSMeansはこれを「プロジェクトの範囲指定」および「数量化」と呼ぶ。[12]
- 手当 - 既知ではあるがまだ完全に定義されていない作業のコストをカバーするための見積もりの値。[1]
- 定量化(Quantify) - 参照：テイクオフ
- ディスプレイ新・標準見積様式 - 建築の展示内装をつかさどるディスプレイ業について、こうした展示施設・文化施設・商業施設等でのディスプレイ展示物は動力設備も含めデザインビルド方式（設計施工）での一式請負であり、建築設計や設備業務と施工業務が混在する独特の積算手法となるため、関連団体の日本ディスプレイ業団体連合会で新・標準見積様式作成専門委員会を設置し、その書式を整備し刊行販売している[29]
- 出来形（できがた）- 工事の目的物のできあがった部分、工事施工が完了した部分。出来形部分とも呼ぶ。工事現場に搬入した工事材料を含めて呼ぶこともある。出来形を遂行できているか管理することを出来形管理と呼ぶ
- 出来形検査 - 許容範囲の寸法でできているか、契約図書等に基づいて作られているかを検査すること。許容範囲は各工事発注機関で、出来形管理基準及び規格値を定め、測定可能や写真記録を修めさせる[30]
- 出来形数量 - 公共土木工事の場合、建築工事と違い「一式」ではなく、設計数量をもとに契約数量を数量総括表・設計内訳書に記載する。この数量が出来形数量と呼ばれ、出来形管理／出来形検査の対象数量になる
- 出来高（できだか） - 出来形に相応する請負代金のこと。出来形を金額に換算したもので、中間払いの対象となり、その時の検査を「出来高検査」「中間検査」と呼ぶ。建設業法第24条の3項では、「出来形部分に対する支払」いわゆる出来高払いについて定められており、民法では請負代金は仕事の完成に対して支払われるものとなっているが、建設工事においては、民法の一般原則によらず、工事の途中でも支払いが行われる通例がある

## と
- 努力 (Effort) - タスクまたはプロジェクトを達成するために行われる作業。所要時間の目安になる。
- 都市コスト指数 - 参照：立地コスト指数。RSMeansは都市コスト索引表を公開している。[31]
- 土工 (工種)
- 土工計画 - おもに造成地など面的に広範な土地における機械土工の施工計画。のように土量計算表・土積計算表、土工数量計算表、土工補正計算書、土量配分計画表、切土・盛土数量再掲表・盛土不適土計算表・曲線部土量計算表などにまとめておく
  - 土量計算 - 当該工事で発生する土の産出量把握のための計算。原地形図と造成計画図から土量計算を行い、土量分布を把握し、最適な土量配分が作成される
  - 土量配分 - 当該工事の土量計算にあたり、工事概要を把握した後、土工計画を立案する際に把握しておく土量の流れ。流れを把握しやすいよう土量配分図という図で表しておく。土量配分が決定すると、搬土経路を設定して、土質別の搬土距離が求まる[32]
- 土量配分
- 土工配分図 - 土工計画に基づき切土と盛土残量を柱状図に表したもの[33]。配分の試行錯誤を繰り返すと非常に煩雑となるため、図式的に解いて合理的に配分する。これを利用すると簡便で合理的な土量配分計画を作成できる。累加土量をグラフ状にプロットするとマスカーブとなる
- 土量変化率 - 土砂は地山の状態から掘削すると、ほぐした状態（ルーズ状態）となり体積が増加、運搬中はルーズ状態で、盛り場で締固めると体積が減るという観念があるため、変化の率を定めて対応している。変化率は土質によって異なるが、土工機械の作業能力を算定する際、この変化率を用いて土量換算が行われる
- 土木費
- 土木工事標準単価 - 土木工事において標準的な工法における施工単位当たりの直接工事費｡工事業者の施工実績(施工歩掛)を調査し、最新の機械経費と労務･材料費で積上げている。歩掛は年1回(4月)更新であり、単価は「土木コスト情報」にて年4回(4･7･10･1月)更新される
- 土木工事市場単価 - 元請･下請の取引価格(単価)･契約価格(単価)で積算思想は市場の取引実態を反映している。特長として、歩掛や人工をもとでの算出でないので機労材単価に連動しない、あくまで市場が価格を決めるため、価格競争等により適正価格から乖離する場合がある
- 土木工事数量算出要領 - 設計数量#数量算出
  - 土木工事数量算出要領・数量集計表 - 集計表様式があり、これにならって数量集計表の作成がなされる。数量集計表は、土木工事数量算出要領(案)や工事工種体系ツリーや整備されている工事区分33工事区分に対応している
- 都市計画業務の発注ガイドライン - 社団法人日本都市計画学会交流グループ都市計画業務発注方式のあり方研究会による、都市計画業務の主体が地方自治体が主であることにかんがみ、プロポーザル方式発注の手引きとなるよう取りまとめたガイドライン
- 都市計画業務における住民参加型業務の手引き - 一般社団法人都市計画コンサルタント協会が発行している都市計画業務における住民参加型業務のための手引書で、住民参加型業務の標準的報酬規準が掲載されている

## に
- 肉体労働(Manual labor) - プロジェクトの建設に携わる人々によって行われる肉体的作業。職長を含む様々な貿易労働者のすべてが肉体労働に含まれている。
- 日本建設機械要覧
- 日当（Per diem）- 費用の日当、組織は家から離れたりツアーで行った作業に関連して、生活や旅行費（手当）をカバーするために、1日あたりの個人を与えることお金の具体的な金額。
- 日額旅費 - 官公庁で通常定められている旅費に代えて、財務担当がこれを支給することを適当と認めて指定する旅行にかかる旅費。測量や調査業務、建設工事や巡察その他これらに類する目的のための旅行や、2日以上にわたる長時間の研修や講習、訓練その他これらに類する目的のための旅行、職務の性質上常時主張を必要とする職員の出張などの際に計上される
  - 日額旅費支給規則 - 日額旅費を支給するための規則。官公庁の業務で現地に滞在して業務を実施する必要がある場合は、「旅費取扱規則」とともにその費用算出に利用される。
- 人月 人日
- 人工(にんく)
- 入札
- 入札時積算数量書 → 設計数量表 参照。入札参加者に、発注者の示す数量書
  - 入札時積算数量書方式 - 入札時に発注者が示す入札時積算数量書の積算数量を活用した場合に可能。契約後、入札時積算数量書の積算数量に疑義が生じた場合に、受発注者間で協議し、必要に応じて数量を訂正し請負代金額を変更することを契約事項とする。
- 入札時積算数量書活用方式 - 公共建築工事において、積算設計した数量の「数量書」を公開し。活用する方式。契約後、入札時積算数量書の積算数量に疑義が生じた場合に、受発注者間で協議し、必要に応じて数量を訂正し請負代金額を変更することを契約事項とする。入札時積算数量書の数量は、工事請負契約約款第18条の2に基づく確認請求、協議、請負代金の変更を行う場合の協議の基となる数量。従来から入札参加予定者へ公開、提供。ただし、「数量書」は見積を迅速にするための参考資料（参考数量）との位置づけのため、契約後の発注者の運用にばらつきがある

## ね
- 根切り
- 値段（ねだん） - 物の値打ちを金額で表した用語。「お値段以上」などと使われる。「値段をつける」などの用法であるとおり、モノの金銭的な価値に重点が置かれた言葉。商品を売買する際の金額の意味では、一般的に「値段」が使われており、「価格」よりも口語的な表現。英訳では“price”や“cost”が充てられている
- ネット（NET） - ネット積算やネット金額という言で表されるが、消費税や諸経費など全てを含んだトータル金額、値引き分などを差し引いた最終価格、手数料・マージンなどが加算されていない価格（工事原価）、値引き出来る割引の最低価格という意味合い。通常は業者間の見積書のやりとりの際に使われる用語。ただし業態によっても使われ方に多少の違いがある

## は
- 端数処理
  - 単価表の場合単位〇〇あたりの単価を作成するためのものであり、10の累乗のあたり単価（例：100平米あたり等）ではない変則数字での場合（例：234立米あたり等）割戻した単価は通常、端数調整がいる。単価表で作成された「単価」は、各発注者ごとの積算基準により、有効数字でまるめて端数調整（四捨五入と切り捨てがある）したものが「単価」となる[34]。
- 範囲（プロジェクト管理におけるプロジェクトの。Scope) - そのすべての製品とその要件または機能の合計。
- 廃棄物コンサルタント業務の標準的内容と積算資料（案） - 一般社団法人日本廃棄物コンサルタント協会が廃棄物関連コンサルタント業務のうち、廃棄物処理に関する基礎調査・計画業務、処理施設整備における調査・計画・設計業務について、それぞれの標準的な業務内容と報酬積算例を整理して定めた積算基準[35]
- 発生材売却費控除 - スクラップなど発生材が売却できる場合、間接工事費の取り扱いは各発注機関において決められている。処分に係る経費が業者負担のマイナス計上となると、処分量・作業量が多くなるほど経費が安くなるという事態が生じるため、国発注の工事においては、工事現場で発生したスクラップについては現場発生品として監督員に引き渡し別途売り払う手続きがとられている場合がある。また発注者によっては費用はすべての諸経費（共通仮設費対象額、現場管理費対象額、一般管理費等対象額）の対象外とし、諸経費対象額からの控除ではなく、工事価格の算出時に控除する（工事価格計 ＝ 工事原価 ＋ 一般管理費等 − スクラップ費用分）としているところもある。なお、金額の端数処理・有効数字は発注者各自の定める基準書による

## ひ
- 非生産的時間 - 支払われるが作業の生産には寄与しない作業時間。例：安全会議、旅行時間、片付け時間、片付け時間など
- 非肉体労働 - 肉体労働として分類されていない人々によって行われた仕事。肉体労働も参照
- 費
- BIM
- ビジネス・ワンホールディングス
- 標準歩掛 - 歩掛のうち、標準的に使用される歩掛（下記参照）

## ふ
- 部品表（Bill of materials、BOM）- 数量を含むことができるプロジェクトのプロジェクトまたは一部の建設に必要な材料のリスト。
- 部分別見積書 - 建築積算で採用されている、エレメント方式で整理する見積書式。ユニットプライスに近く、例えば床のタイル貼りの場合、タイル１平米の単価、下地込みの単価など部分別にそれぞれグレードによって値段を決めていく。専門工事業者ごとに発注するために活用される工種別見積書とは違い、工種ごとに分かれていないので素人にもすぐ把握でき、コストプランニングにも有効なので広く活用されている。
- プロジェクト - 独自の製品、サービス、または結果を生み出すための一時的な努力。[36]
- フォアマン （Foreman ）- 建設組員の頭を担当している労働者や商売人。職長は、作業の完了に貢献する実地の労働者でも非職業の職長でもよい。一般的な職長は、全部または一部の乗組員を担当することがある。
- フリンジ給付(Fringe Benefits) - 健康保険、年金、研修など、労働者が受け取る給付を支払うために提供される人件費の要素。
- プラグ番号(Plug number) - プレースホルダーとして見積もりに挿入された値、およびまだ詳述されていないscope要素のコストの概算値。手当も参照。
- 歩掛
  - 標準歩掛 - 歩掛のうち、はん用的な各種の工法において標準的に用いられる機械、労働力、材料等の組合せ、当該組合せによる標準的な生産能力、当該工法の標準的な適用範囲を定めたもの
  - 歩掛の準用 - 算出する工事作業が特殊であったり、歩掛が整備されていないものの場合に、既存の歩掛で動作等が類似する歩掛を当該工事作業の単価算出の歩掛に適用すること。当然のことながら適用に当たっては必ず積算根拠を整理し、適用理由を明らかにしておく必要がある。場合によっては組織内で通達等によって準用歩掛を指示されている場合もある。また毎年適用していた準用先の歩掛が次年度になって市場単価などに移行して消滅する場合もあり、注意が必要。
- 歩掛積上げ積算 - 日本をはじめとする東アジア各国は積算・予定価格算出は相場制ではなく、過去の業務実績をもとに人工算出された「歩掛」を駆使して積み上げる歩掛り積上げ式を採用している。ただし欧米等でも日本式と類似した、かなり詳細な積算方式を採用している公共発注体として、軍関連の事業発注体である米陸軍工兵局（COE＝Corps of Engineer）では積上げ積算方式の考え方を採用している
- 歩切り問題 - いわゆる歩切りという、設計書金額を、正当な理由なく大きく減額して予定価格とすることを問題視し、通達で禁止している[37]
- 複合単価
- 普通旅費 - 宿泊費用のうち、鉄道賃、船賃、航空賃、車賃などの交通費用、日当、宿泊料及び講習費などの費用。なお宿泊料を積算で、国土交通省所管旅費取扱規則及び国土交通省日額旅費支給規則による場合、目的地に到着した日は普通旅費による宿泊料として計上

## へ
- 平均断面法 - 河川の堤防や道路造成などおもに線的な敷地において当該建設工事の土量を求める際、各ポイントの断面図の面積平均で土量を算出する方法

## ほ
- 棒芯 - →フォアマン
- 保険料(Premium pay) - 労働者が残業するときに支払われる賃金のうちの追加の部分。例：賃金率は10.00 /時、時間外勤務は半分の時間に支払われる、または15.00 /時、保険料は5.00 /時
- 報酬 - 建設工事は一般的に請負工事であるが、各種調査や計画業務、設計や解析などは委託業務であり、委託業務費用は基本的に業務報酬として支払われる。建築士の設計料算定については、建築：設計、工事監理等に係る業務報酬基準について告示98号にて、また、金額の定めのない設計・工事監理契約における報酬判定方式（試案）が社団法人日本建築学会司法支援建築会議調査研究部会で判定方法が検討されている。建設コンサルタントが行う業務の報酬・土木事業に係る設計業務等の業務委託料の算定（調査設計業務等の積算）についても定めがあるが、近年新たな積算基準を企業会計に即したものにする検討がなされている

## ま
- マークアップ - 財・サービスのコストとその販売価格の差。利益を生み出すために、商品またはサービスの製造者が負担する総コストにマークアップが追加される。
- マスカーブ - 道路工事等の線土工で表される土積配分図を累加土量の曲線で表したもの。マスカーブには地山補正と盛土補正が生じるが土質が2種類以上ある場合は、盛土補正が便利

## み
- 見積(Estimation) - プロジェクト管理において適切な手法を使用して原価見積を作成するプロセス。
  - 見積もりの基礎（BOE） - 範囲基準、価格設定基準、方法、資格、仮定、包含、および除外を説明する文書。[38]
  - 売却時の見積もり（As-sold estimate） - プロジェクトの範囲で合意された品目と価格に一致する見積もり。
  - 見積りでの単価等の決定にあたっては次の事項に注意が必要である。見積依頼書には依頼内容(見積単価, 品質, 仕上, 有効期間)を明記し, 図面を添付｡
  - 見積対象別一覧表を作成するとともに,見積依頼書の控えおよび各社の見積書を添付して,採用単価の決定状況が一見できるように｢積算資料｣などとして整理しておく。
  - 歩掛までは原則として見積りでの精算決定はしないが、やむを得ず見積りで行う場合は、条件その他を詳細に記し,過去の実施記録などを添付させ, 採用に際してはその信頼性を十分確認し, 施工実績によっては設計変更を行う。
- 見積書 - 契約では締結を前提とした書類。官公庁へ提出する見積書は民法第521条「契約の申込」となる。
- 見積もり合わせ - 会計法の範囲内で官公庁側の契約実務担当者が複数の会社へ見積書の提出を依頼し、その中から最安値の会社を契約の相手方として選ぶ行為。または随意契約や変更契約で契約価格rを決定する際に提出される見積書と見積金額で予定価格と比較し決定する行為
- 見積原価計算
- 見積活用方式 - 公共建築工事積算基準類に基づく価格／標準積算と実勢価格に乖離が生じていると考えられる項目について、入札参加者から提出される見積書を用いて予定価格を設定する方式
- 見積参考資料 - 入札前資料として、積算が迅速に行えるよう、入札で「一式」であらわされる工種について、積算算出数量を公表する資料。この資料のほか、数字をかっこ書きで示す場合もある。これまで数量を示さなかったのは、示すと出来形管理の対象となってしまうためである
- 見積の異常値 - 見積の徴収で、形状寸法、品質、規格、数量、納入時期及び納入場所等の条件を提示して見積を複数徴収すれば、それほど各社見積価格が大幅に違わないはずであるが、まれに乖離がある金額が提示されている見積も見受けることがあり、これを異常値として排除した他見積額の平均値を採用することになる

## む
- 無償貸付機械評価額 - 無償貸付機械と同機種同型式の建設機械等損料額から当該建設機械等の設計書に計上された額を控除した額。共通仮設費対象額、現場管理費対象額には加算して計上となるが、一般管理費等対象額からは控除。ダム工事では共通仮設費対象額のみ加算となる。

## め
- 面土工 - 宅地造成や敷地造成などで生じる面状の土工
- 明細書
- 明細積算 - 主に民間業務で使用される、設計が完成し、建設会社に建築工事を発注する際に工事契約金額決定のもととなる積算。それまでの概算とは異なり、積算基準に基づいて数量を算出、計算し工事費を求める。この成果品が工事内訳書である。発注者側も同様の積算方法で受注金額を定め、入札などに臨む。積算業務の中でも重要な業務で事前原価予測業務と位置付けられている。

## も
- 元下間取引価格 - 元請けと下請け業者間の実勢取引価格のこと。こうした価格を積算にも反映したい意向が知られるが、指し値契約が疑われる一括値引きなど合理的根拠がない一方的な値引きなども実態として聞かれるケースも知られ、これは建設業法が定める不当に低い請負代金の禁止に違反する恐れがある

## ゆ
- ユニットプライス型積算方式 - 積算は基本的に積み上げ方式で実施されているが、発注者が過去の工事データをもとに設定された工事単価ごとに工事数量を掛けて予定価格を算出し、受注者は工事単位ごとの見積単価に工事数量を掛けて応札価格を算出する方法

## よ
- 予算
- 予定価格
  - 予定価格の上限拘束 - 日本では会計法第29条の6によって、競争入札においては契約の相手方を決定するにあたって、予定価格の制限の範囲内の価格の入札者でなければならないとしており、予定価格は拘束性を担保するためのものとなっている
- 予定事業費

## ら
- 落札率 - 予定価格に対する落札価格の率
- ライフサイクルコスト - 製品や構造物が、調達・製造～使用～廃棄の段階までトータルでかかる費用。生涯で必要な経費の合計額を意味するが、製品のライフサイクルコストから積算用の損料が割り出されており、工事や地質調査積算の際に活用される。
- ランドスケープコンサルタント業務における標準業務・報酬積算ガイドライン - 一般社団法人ランドスケープコンサルタンツ協会が、ランドスケープコンサルタントが係わると目される多種多様な業務のうち、都市公園等のうちで住区基幹公園と都市基幹公園を対象とした基本計画、基本設計、実施設計（撤去設計を含む）に係る業務や、都市緑地法に基づく緑の基本計画策定に係る業務について、その業務内容と作業量を示し、業務報酬算定に資する資料として取りまとめたもの。

## り
- 領収証
- 利益(Gross_profit, Profit) - 会計、収入とコストの違い。見積もりでは、それはプロジェクトの完了時に予想利益を提供するための手当。
- 利益率 (Profit margin) - 収益性の尺度を指す。純利益を収益の割合として見つけることによって計算される。
- リソース(Resources) - プロジェクトの課題を実行するために必要なもの。それらは、人、機器、施設、材料、道具、消耗品、またはプロジェクト活動の完了に必要な定義が可能なその他のもの。
- 料金（りょうきん） - 物の売買、何かを利用したり使用することについてのサービス・事を利用したことに対して支払う金額。用法は「電話料金」「料金を請求する」など、かたちがないものに対して使われる。英訳では“fee”“charge”“fare”“rate”が充てられている
- 旅費（りょひ） - 交通費も参照
- RIBCリビックシステム[39] - 建築コスト管理システム研究所が提供する営繕積算システムで、名称は（Reserch Institute on Building Cost）の頭文字から
  - RIBC2システム - [内訳書作成システム］と［内訳書数量入力システム LITE］の2種類がある。どちらのシステムも標準単価ファイルを参照しながら内訳書ファイルを作成することができ、また作成した内訳書ファイルは双方のシステムで参照や編集を行うことができる[40]

## ろ
- ロス率 - 建設工事積算の数量算出では材料のロス率のことで、設計側は種別により定まったロス率を単価に含む。請負工事側は必要な量から算出した定尺の場合があるほか、実寸法の場合もある
- 労働力(Labor) - 建設作業活動の遂行に人々（労働者、工芸品、取引など）を雇用するために発生する費用のカテゴリー。
- 労働者 (Worker)- 仕事の達成に従事している人。原価見積では、実地労働者が生産に貢献し、生産率の計算に含まれる。他の労働者が何らかの方法で実地作業を監督または支援する。
- ロケーションコストインデックス（Location cost index、または係数） - あるロケーションのコストと別のロケーションのコストの比率。これらには、為替レートが含まれる場合と除外される場合がある。例：ボストンの223 /オースティンの187 = 1.19。ロケーションコスト係数は、ロケーション間でコストを調整するために使用される。オースティンの既知の費用をボストンのそれに合わせるには、オースティンの費用に1.19を掛けます。都市コスト指数も参照。
- 労働給付 - (Labor benefits)雇用主が直接従業員に支払うか、または従業員に代わって基金に支払う追加費用（ 休暇給付または健康保険など ）。
- 労働負担(Labor burden) - 雇用主が労働者を雇用するために支払わなければならない給与税および保険（ 労働者の補償など ）の費用。
- 労働率 （時の価格、Labor rate） - 建設作業活動の実行において人々（労働者、工芸品、取引など）を雇用するのに必要とされる単位時間当たりの通貨の額 この率は賃金率のみを表す場合もあれば、さまざまな手当や労働負担を含む場合もある。
- 労務費 - 建設業務の場合直接的に調査計画設計や施工・工事、維持管理業務をしている人にかかる人件費を指す

## わ
- 割戻し - 国土交通省の土木事業での積算・入札費用算出においては、一式内訳書風に組んだ一次単価表の合計を、該当する設計数量で割った金額を有効数字で端数調整したものを「単価」とし、それをまた設計数量を乗じて該当工種の金額としている[41][42]（内訳書ならば積み上げ金額そのまま。小数点以下は切り捨てが多い）。単価契約で設計書の諸経費算出でも適用される場合もある[43]。
- 割増対象賃金比- 技術者基準日額に占める「基本給相当額＋割増の対象となる手当」（割増賃金の基礎となる賃金）の割合。技術者基準日額（総額）は所定内労働に対する技術者基準日額 ＋ 割増賃金としており、時間外労働（夜間や早朝の業務など）が生じる場合の算出に使用される
- わかりやすい土木工事積算 - 全日本建設技術協会（全建）が発行している積算手引書。全建のウェブサイトで積算についての質問も会員Q&Aで回答がなされているが、この書をもとにした回答がなされることが多い。